# Coniambigua phaeographidis
Coniambigua phaeographidis är en lavart som beskrevs av Etayo & Diederich 1995. Coniambigua phaeographidis ingår i släktet Coniambigua, divisionen sporsäcksvampar och riket svampar.   Inga underarter finns listade i Catalogue of Life.